# Луїджі Леоне
Луїджі Леоне (італ. Luigi Leone; 16 листопада 1911, Віллароманьяно — 17 грудня 1942, СРСР) — італійський футболіст, нападник.

## Кар'єра
Розпочинав кар'єру в клубі «Дертона». Сезон 1928-29 провів у складі «Дженоа», за яку зіграв 5 матчів і забив 3 голи. Влітку 1929 року виступав у Кубку Мітропи. «Дженоа» в чвертьфіналі розгромно поступилась австрійському «Рапіду» — 1:5 у Відні і зіграла внічию 0:0 в Генуї. Більшість джерел повідомляють, що єдиний гол італійців забив Джованні К'єккі, хоча ряд австрійських посилань вказують автором голу Леоне.
В наступному сезоні грав у команді «Про Патрія». Дебютував у новоствореній Серії А 24 листопада 1929 року в матчі проти Ліворно (5:0). За «Про Патрію» забив 3 голи в 10 матчах. Ще рік грав в Серії А за «Казале», але зіграв ще менше матчів - лише чотири.
В 1931-1934 роках грав в клубах нижчих дивізіонів «Віджеванезі», «Рапалло» і «Савона». Зробив ще одну спробу закріпитись в Серії А в клубі «Палермо», але жодного матчу в чемпіонаті не зіграв.
Далі грав в своїх колишніх командах «Віджеванезі» і «Дертона».

## Статистика виступів
Статистика виступів у Кубку Мітропи
| №                      | Розіграш               | Стадія                 | Дата та місце проведення | Команда 1              | Рахунок | Команда 2      | Голи |
| ---------------------- | ---------------------- | ---------------------- | ------------------------ | ---------------------- | ------- | -------------- | ---- |
| 1                      | 1929                   | 1/4                    | 23.06.1929 Відень        | Рапід (Відень)         | 5:1     | Дженоа         |      |
| 2                      | 1929                   | 1/4                    | 18.07.1929 Генуя         | Дженоа                 | 0:0     | Рапід (Відень) |      |
| Всього у кубку Мітропи | Всього у кубку Мітропи | Всього у кубку Мітропи | Всього у кубку Мітропи   | Всього у кубку Мітропи | 2       |                | 0    |